# Sintoria cazieri
Sintoria cazieri là một loài ruồi trong họ Asilidae. Sintoria cazieri được Wilcox miêu tả năm 1972. Loài này phân bố ở vùng Tân Bắc giới.